# Marián Flores
María de los Ángeles Flores Caballero (Madrid, 18 de enero de 1957), conocida artísticamente como Marián Flores, es una presentadora de televisión española que alcanzó gran popularidad a finales de  la década de 1970.

## Biografía
Hermana de la modelo y actriz Mar Flores. Comenzó su carrera profesional en tareas de secretariado en Televisión española a mediados de los años 1970. Allí fue descubierta por Chicho Ibáñez Serrador, tras presentarse a un casting para incorporarse al célebre concurso de televisión Un, dos, tres...Responda otra vez en 1976. En ese espacio ejerció labores de azafata junto a otros rostros populares como Victoria Abril, María Casal, María Durán o Beatriz Escudero. Permaneció en el programa hasta la cancelación de la segunda etapa del mismo en enero de 1978. Es en esa época cuando alcanzó sus mayores cuotas de popularidad y su rostro se hace habitual en las portadas de revistas de crónica social.
Pese a la gran popularidad alcanzada, se retiraría de la escena pública.
En 1977 contrajo matrimonio con José Javier Ortega. En 1979 se separaron. En 1984 se casó en segundas nupcias con el representante Kiko Matamoros del que se separaría en 1998, con el que tiene 4 hijos, Lucía (1985), Diego (1986), Laura (1993) e Irene (1998). 
A finales de la década de 1990 se incorporó a la cadena autonómica de televisión Telemadrid, en labores de redacción.
En 2016 volvió a la actualidad mediática, en esta ocasión, como consecuencia de la trascendencia alcanzada por sus hijos Diego y Laura en reality shows en los sacaron a la luz las desavenencias familiares.